# Кожевников (Ставропольский край)
Кожевников — хутор в Шпаковском муниципальном округе Ставропольского края России.

## География
Расстояние до краевого центра 23 км, до центра округа 12 км.
Хутор находится в верховье балки Горькой (левый приток реки Кизиловки).

## История
Населённый пункт основан в 1835 году. Название Кожевников предположительно связано с появившимися здесь начале XX века кожевенными предприятиями:34.

Первоначально в исторических документах этот хутор именовался «Горький» на р. Горькой, затем хутором Караченцевым. На этом хуторе жил казачий сотник станицы Михайловской Илья Караченцов, имел здесь земельный надел 200 десятин, 1320 саженей. А в начале XX века появился хутор Кожевников.— Завгородний Н. Г. Справочник по истории создания улиц и переулков с. Шпаковского (Михайловского):34
Входил в состав Шпаковского сельсовета Шпаковского района. 29 декабря 1998 года Законом Ставропольского края Шпаковский сельсовет был упразднён в связи с преобразованием центра района села Михайловского в город районного подчинения Михайловск. Сельские населённые пункты — хутора Балки, Кожевников, Подгорный перешли в административное подчинение города Михайловска без изменения их статуса.
До 16 марта 2020 года входил в состав городского поселения Город Михайловск.

## Население
| 1925 | 1926 | 1989 | 2002 | 2010 | 2013 | 2014 |
| ---- | ---- | ---- | ---- | ---- | ---- | ---- |
| 394  | ↗395 | ↘261 | ↗374 | ↘348 | →348 | ↘300 |

По данным переписи 2002 года, 89 % населения — русские.